# Legiunea a XIII-a Gemina

Hartă a Imperiului Roman în anul 125, aflat sub conducerea împăratului Adrian, care arată Legiunea a XIII-a Gemina, staționată la Apulum (Alba Iulia, România), în provincia Dacia, între 106 - aprox. 271

Legiunea a XIII-a Gemina, o legiune de elită a armatelor romane, a participat la multe evenimente istorice însemnate. Spre deosebire de restul legiunilor romane, care aveau ca simbol taurul și acvila, simbolul „Legiunii a XIII-a Gemina” era leul. O altă particularitate era culoarea albastră a mantiilor și scuturilor. Culoarea celorlalte legiuni a fost roșul. Datorită problemelor financiare, Iulius Cezar a fost nevoit sa recruteze din centrul și sudul Italiei mulți condamnați la moarte . Legiunea xiii Gemina a fost înființată de Felix Sylla prin grațierea feluriților condamnați , în număr mare în sudul Italiei pentru vocația de miles, ostaș roman. Combativitatea deosebită a acestora a determinat instituirea unei tradiții în recrutarea membrilor legiunii . Cu timpul, membrii cohortelor auxiliare vor fi recrutați din afara Italiei. Astfel, arcașii erau sirieni iar cavaleria era alcătuită din sarmați.

## Cronologie istorică
- 57 î.C. recrutată de Iulius Cezar
- participă la războaiele galice; inclusiv la bătălia de la Alesia.
- 49 î.C. este legiunea care trece râul Rubicon alături de Iulius Cezar.
- participă la bătăliile de la Pharsalus, Thapsus. Apoi la bătălia de la Munda.
- 45 î.C. este dizolvată, iar soldații lăsați la vatră și primesc terenuri agricole în Italia;
- 41 î.C. legiunea este reînființată de împăratul Cezar August (Octavian), parțial cu veteranii lui Iulius Cezar;
- 31 î.C. ia parte la războiul civil (inclusiv la lupta finală contra lui Marc Antoniu si Cleopatra la Actium); după bătălia de la Actium a fost trimisă în provincia Iliria;
- 16 î.C. legiunea este transferată în Panonia pentru înăbușirea unor revolte locale;
- 9 d.C. după eșecul romanilor din bătălia din pădurea Teutonburg cînd două legiuni romane sunt complet distruse de germani, legiunea a fost trimisă în provincia Germania Superior. Aceasta va reuși să învingă rezistența germanilor și va pacifica regiunea;
- 45 d.C. este trimisă din nou în Panonia;
- 89 d.C. legiunea a fost mutată pe Dunăre, la Vindobona (astăzi Viena);
- 92 d.C. participă în luptele contra sarmaților, apoi la războaiele dacice;
- între 106-268 d.C. este staționată la Apulum (Alba-Iulia), devenind principala legiune din Dacia, până la retragerea aureliană. Soldații lăsați la vatră primesc terenuri agricole în Dacia;
- 268 d.C. este cantonată la Poetovio (azi Ptuj, în Slovenia);
- 270 d.C. este mutată în Colonia Ulpia Ratiaria (astăzi satul Artschav din Bulgaria, lângă Dunăre);
- în jurul anului 400 d.C. Legiunea a XIII-a Gemina se destramă, întrucât salariile si proviziile nu au mai sosit.

Steagul legiunii nu a fost niciodată găsit, fiind ascuns de legionarii romani și devenind subiectul multor legende.

## Galerie de imagini

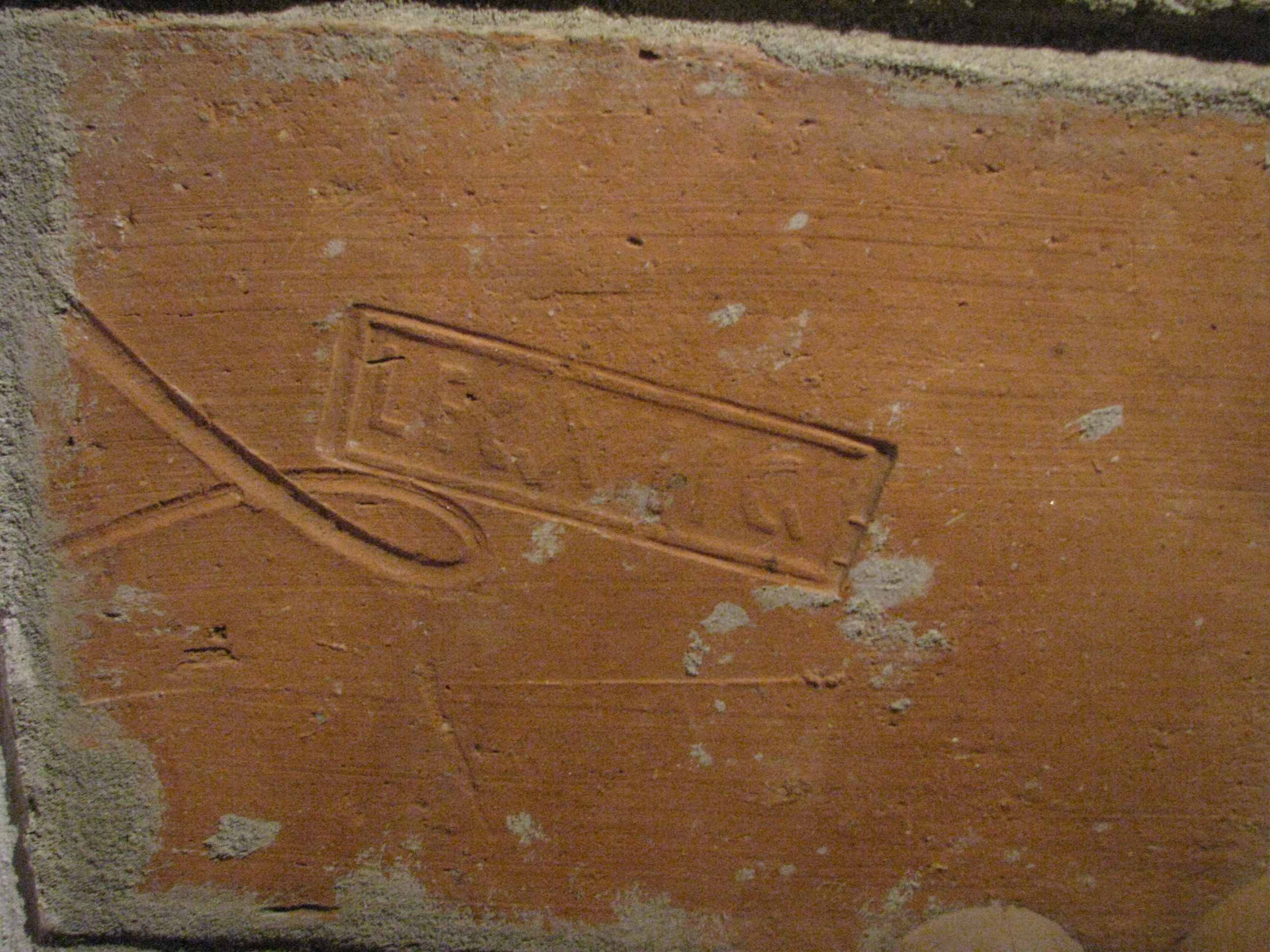
Inscripție tegulară cu numele Legiunii a XIII-a Gemina - LEGXIIIG (Muzeul Național al Unirii Alba Iulia)
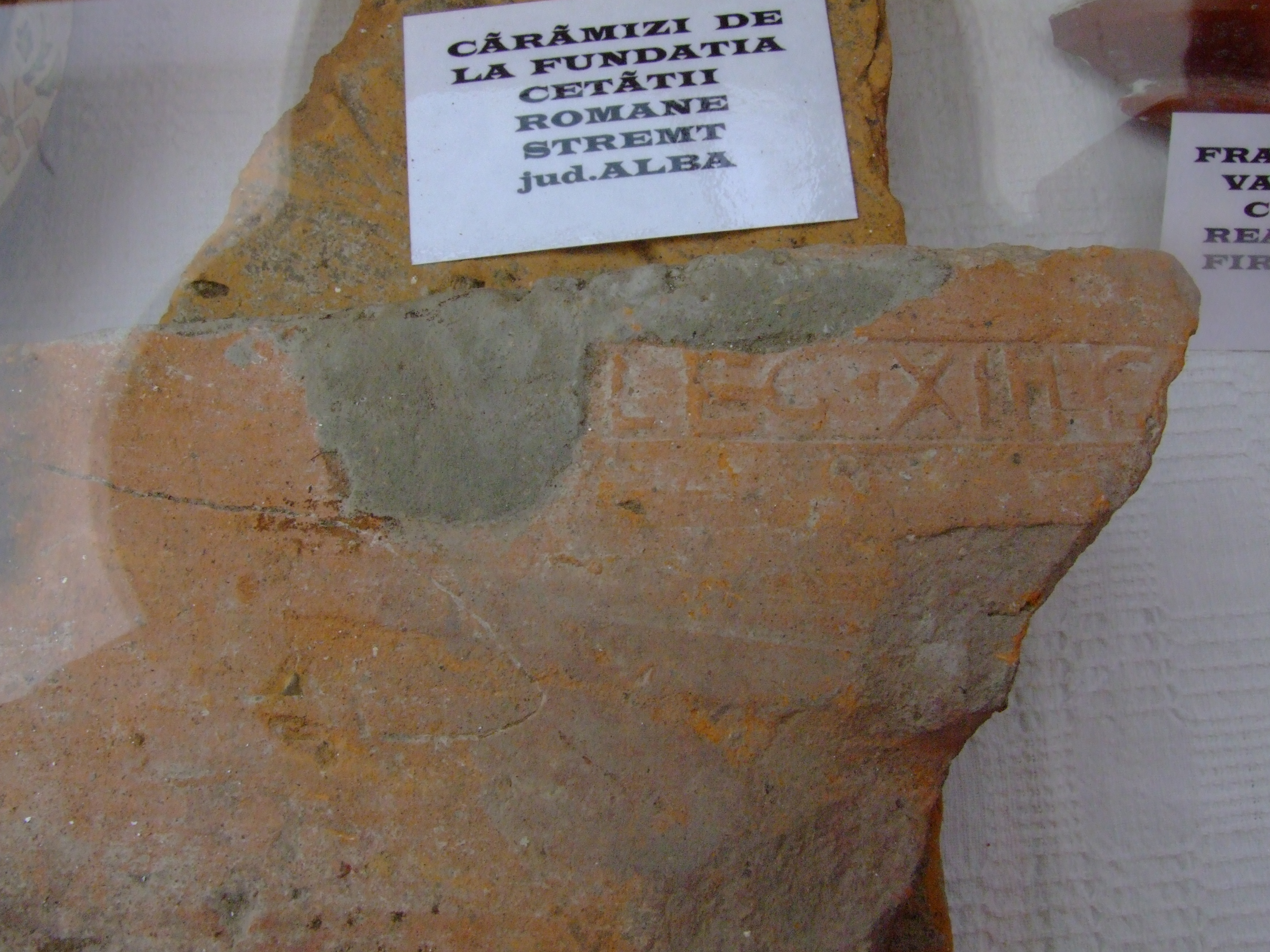
Inscripție cu numele Legiunii a XIII-a Gemina pe cărămizile de la fundația cetății romane Stremț, județul Alba, România
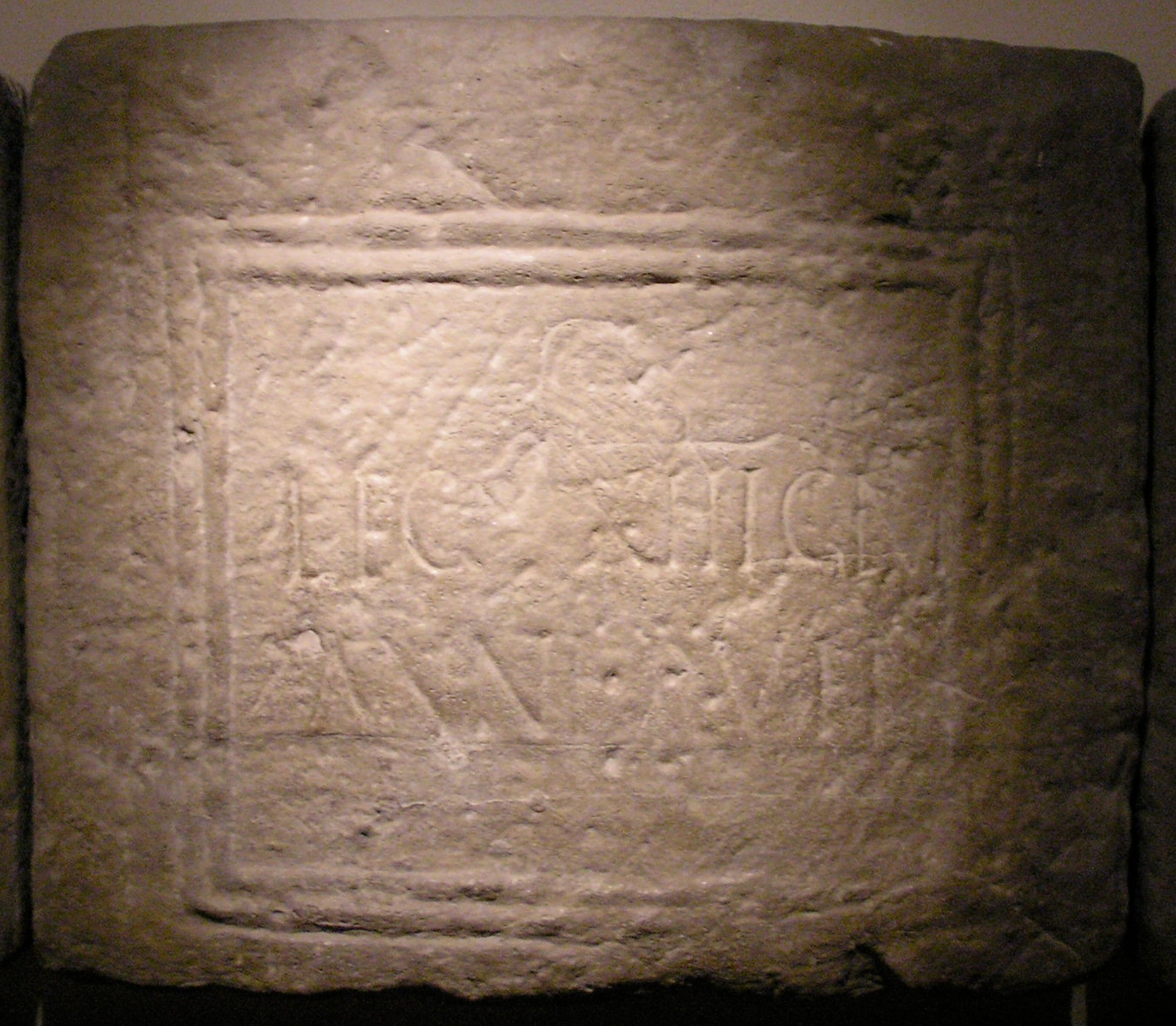
Piatră din zidul castrului roman Vindobona (Viena) conținând o dedicație facută de un anume Annius Rufus, menționând Legio XIII Gemina